# دریاچه تار
دریاچه تار جزو آثار طبیعی ملی ایران و از مناطق گردشگری شهرستان دماوند بوده و در ۱۵ کیلومتری شرق شهر دماوند در غرب روستای هویر واقع شده است. این دریاچه جزو دریاچه‌های آب شیرین کوهستانی محسوب می‌شود و در ارتفاع بیش از ۳۰۰۰ متری از سطح دریا قرار دارد.

## موقعیت و مشخصات
این دریاچه که یکی از دریاچه‌های آب شیرین ایران است در ۱۵ کیلومتری شرق دماوند و در بین کوه‌های دوبرار در شمال و زرین‌کوه در جنوب واقع شده است. این دریاچه در اثر زمین لغزش زرین‌کوه ایجاد گردیده است. درازای دریاچهٔ تار حدود ۱/۳ کیلومتر و میانگین پهنای آن ۴۰۰ متر است. عمق این دریاچه در فصول پرآب حدود ۵۰ متر و در فصول کم‌آب حدود ۴۰متر است.
سرشاخه آب‌هایی که به این دریاچه‌ها می‌ریزند، چشمه‌ساران کوه‌های قره‌داغ، سیاه‌چال و شاه‌نشین در شمال و آبراهه‌های فصلی از جنوب است که قسمتی از آب آن‌ها وارد دریاچه‌ها می‌شود و قسمتی دیگر، آب رودهای تار و هویر را تأمین می‌کنند. سرریز این دریاچه به صورت بسیار اندک سرچشمه رودخانه تار محسوب می‌شود که به‌طور طبیعی با تغذیه از رودخانه‌های فرعی دیگر تشکیل رود تاررود را می‌دهد و به سوی شهر دماوند جاری می‌شود.

## دریاچه هویر
یکی دیگر از فضای دیدنی روستای هویر دریاچه کوچک هویر می‌باشد که در شرق دریاچه تار یا همان دریاچه بزرگ هویر قرار دارد، از جاذبه‌های طبیعی ارزشمند روستاست که ماهیگیران برای صید قزل آلا به آنجا می‌روند. سطح دریاچه در فصول سرد سال یخ می‌زند.

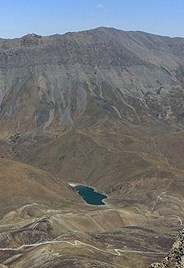
دریاچه کوچکتر هویر ، واقع در سمت شرقی دریاچه تار(دریاچه بزرگ هویر)

## آب و هوا
آب و هوای دریاچه در فصول مختلف سال بسیار سرد و همواره در معرض وزش بادهای غربی است و بهترین زمان ممکن برای بازدید از این دریاچه در اوایل خرداد ماه می‌باشد.

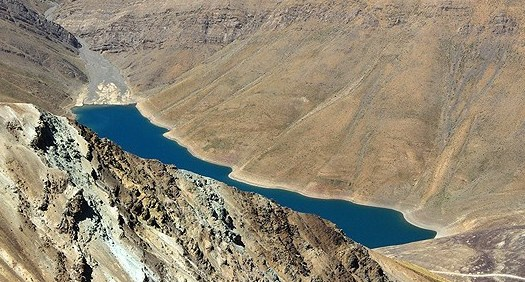
دریاچه تار از فراز زرین‌کوه

## پوشش گیاهی
در اطراف این دریاچه اثری از درخت و بوته زار به چشم نمی‌خورد و در گذشته در بعضی دامنه‌ها بوته‌های آویشن دیده می‌شد که بعلت فرسایش شدید خاک تقریباً چیزی از آن‌ها باقی نمانده است.

## ماهی‌ها
در چند سال اخیر اداره محیط زیست اقدام به رهاسازی قزل آلای خال قرمز و ماهی زردک در این دریاچه نموده است.

## حواشی
در مورد این دریاچه، داستان‌های مختلفی گفته می‌شود که از دیده شدن موجودات افسانه ای به نام هلنگسینی در حوالی آن حکایت دارد؛ البته گفتنی است که هیچ‌کدام از این داستان‌ها مستند نبوده و به همین علت بسیاری منابع از بازنشر آن خودداری می‌ورزند.

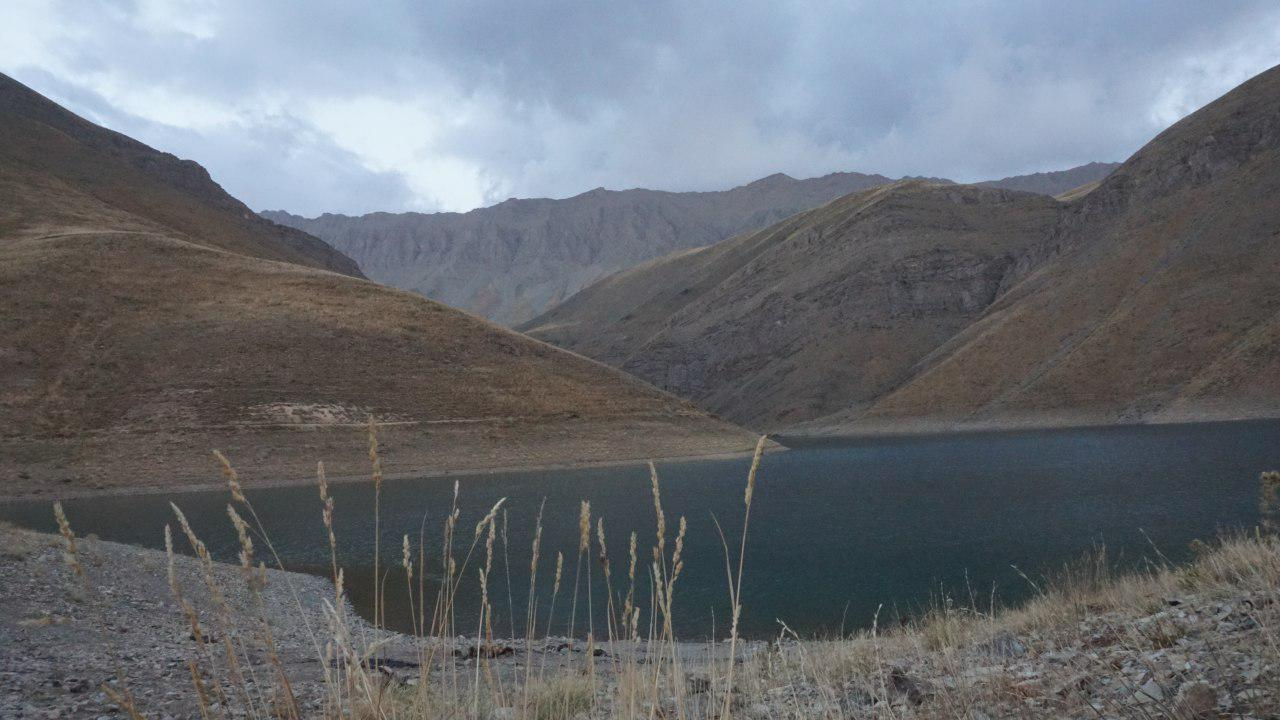
نمای نزدیک دریاچه تار

## مسیرهای دسترسی
- شهر دماوند، روستای چنار شرق، جاده معدن، آخر جاده خاکی، دریاچه تار.
- جاده دماوند روستای چنار شرق از جاده خاکی حدود دو ساعت راه طاقت فرسا با خودرو که اگر از خودرو مناسب بهره نمی‌برید توصیه می‌شود از این سفر پرهیز کنید، جاده خاکی بسیار پر شیب و پر خطر می‌باشد.
- جاده دماوند – فیروزکوه از روستای دلیچای راه را به سمت روستاهای یهر، مومج، دهنار و هویر پیموده و به دریاچه کوچک هویر و سپس دریاچه تار می‌رسد.
- مسیر سوم دسترسی به دریاچه تار و هویر از جاده خاکی روستای سربندان از میان کوهستان زرین‌کوه است.[۵]

### فاصله دریاچه تا تهران
فاصله دریاچه تار تا شهر تهران ۱۱۲ کیلومتر؛ تا دماوند۳۰ کیلومتر و تا فیروزکوه ۶۲کیلومتر است.

### ویژگی‌های طبیعی و گردشگری دریاچه تار
- موقعیت: دریاچه تار در استان تهران، شهرستان دماوند، در ۱۵ کیلومتری شرق شهر دماوند و در غرب روستای هویر واقع شده است. این دریاچه در ارتفاع ۳۰۰۰ متری از سطح دریا قرار دارد.
- شکل و اندازه: دریاچه تار شکلی بیضی‌شکل دارد و طول آن حدود ۱٫۳ کیلومتر و عرض آن حدود ۴۰۰ متر است.
- عمق: عمق دریاچه تار در برخی نقاط به ۴۰ متر می‌رسد.
- آب: آب این دریاچه بسیار زلال و شفاف است و از چشمه‌ساران کوه‌های قره‌داغ و آبراهه‌های فصلی تأمین می‌شود.
- حیات وحش: در دریاچه تار انواع ماهی‌های قزل‌آلای رنگین‌کمان، قزل‌آلای خال‌سرخ و زردکش زندگی می‌کنند. همچنین، در اطراف دریاچه می‌توان حیواناتی مانند کل، بز، خرس، روباه، شغال و پرندگانی مانند عقاب، کبک، تیهو و بلدرچین را مشاهده کرد.

جذب سالانه ۱۲۰ هزار توریست یا گردشگر
گفتنی است که سالانه از منطقه گردشگری دریاچه تار ۱۲۰هزار توریست بازدید می‌کنند که از سوی بخش خصوصی امکاناتی از قبیل چادرهای موقت و سرویس بهداشتی برای آنها فراهم شده است.
امکان اسکان توریستها در شب
توریستهای این منطقه شب‌ها نیز می‌توانند کنار دریاچه «تار» اسکان کنند زیرا امنیت منطقه تار به صورت شبانه‌روزی با یگان حفاظت محیط زیست دماوند تأمین است.
شهرستان دماوند به دلیل وجود آثار تاریخی متعدد، شرایط آب و هوایی مناسب در تابستان‌ها و وجود جاذبه‌های طبیعی؛ از جایگاه ویژه ای در حوزه گردشگری استان تهران برخوردار است.

## گالری تصاویر

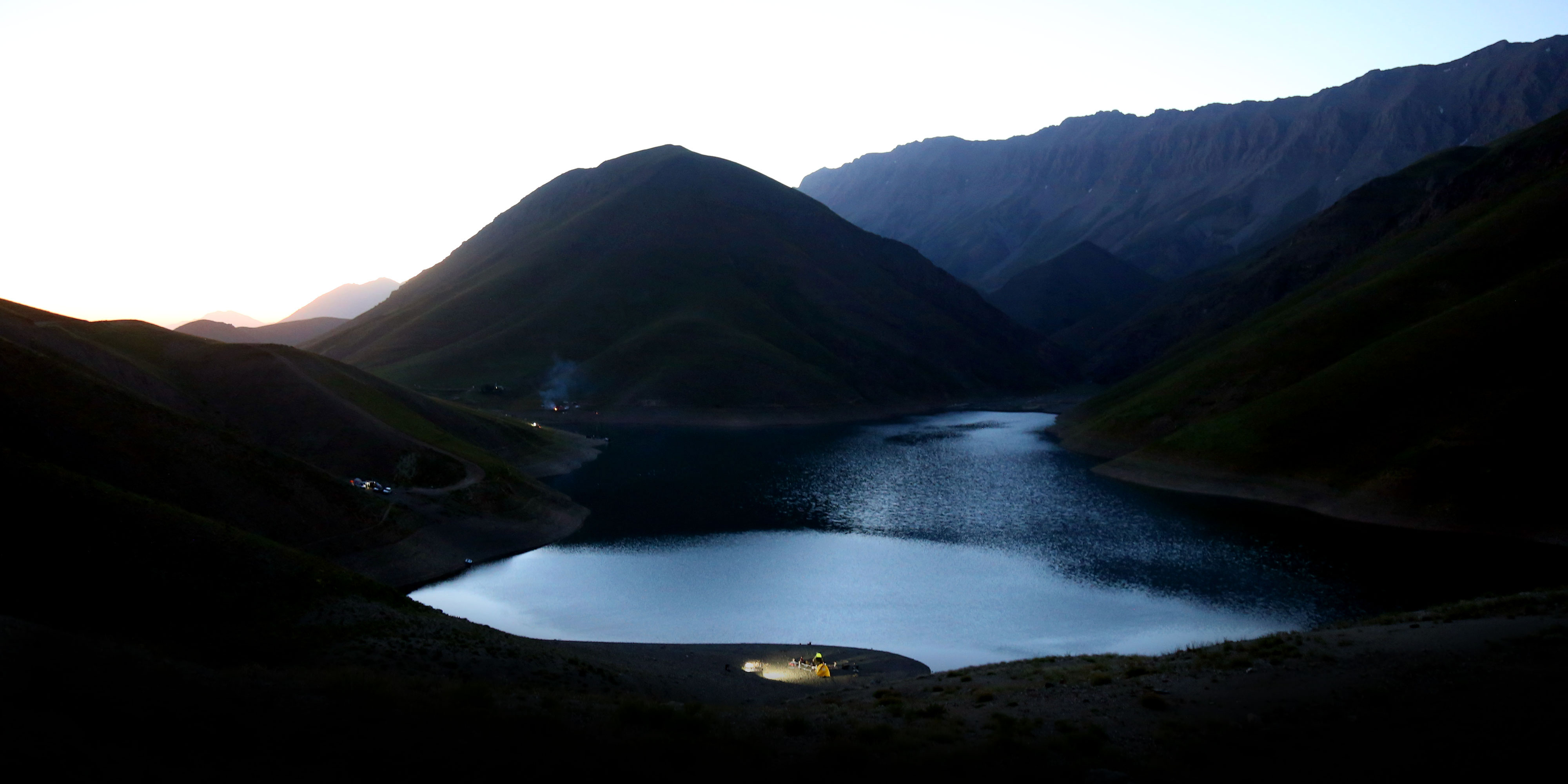
دریاچه تار - تیر ۱۴۰۲
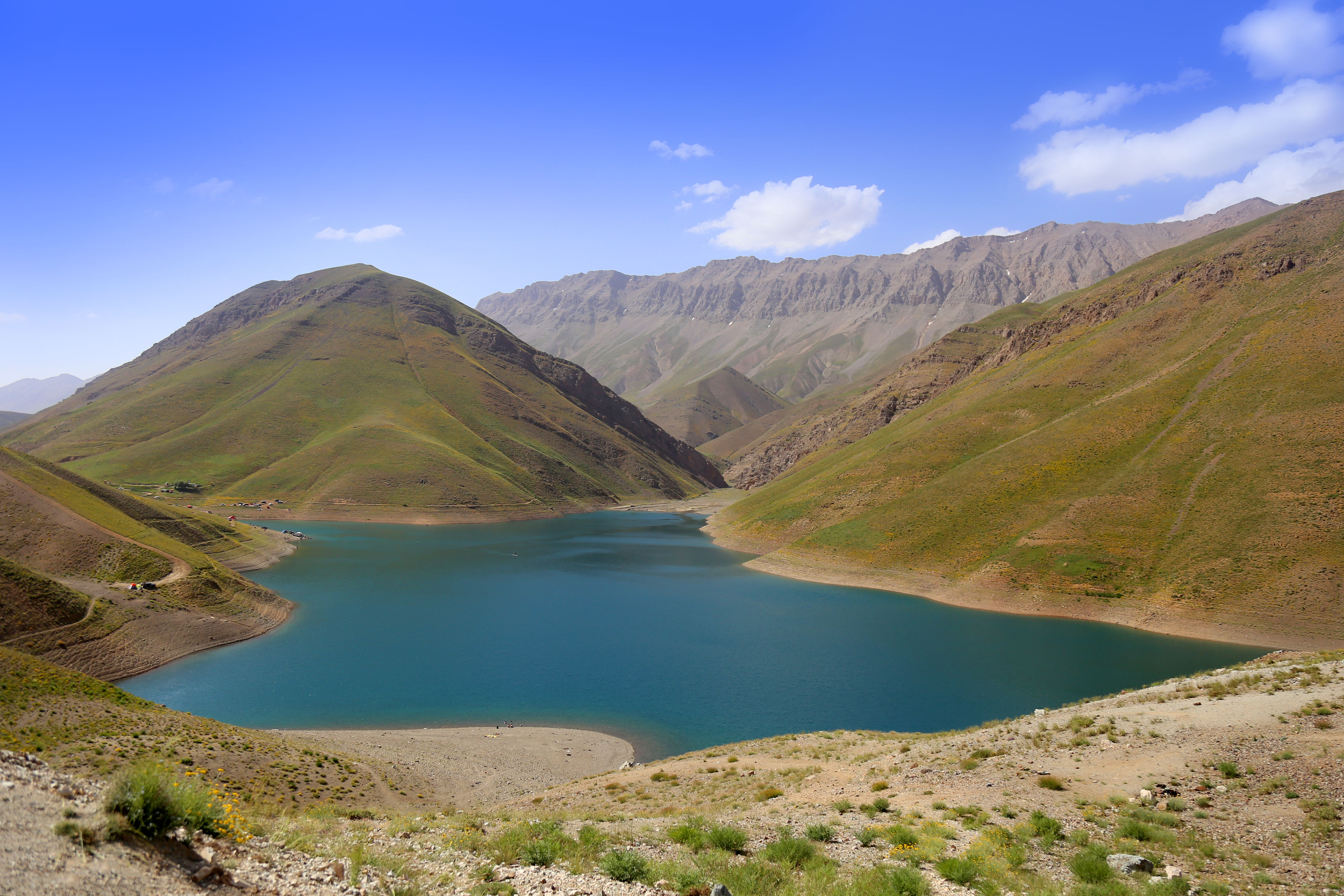
دریاچه تار - تیر ۱۴۰۲
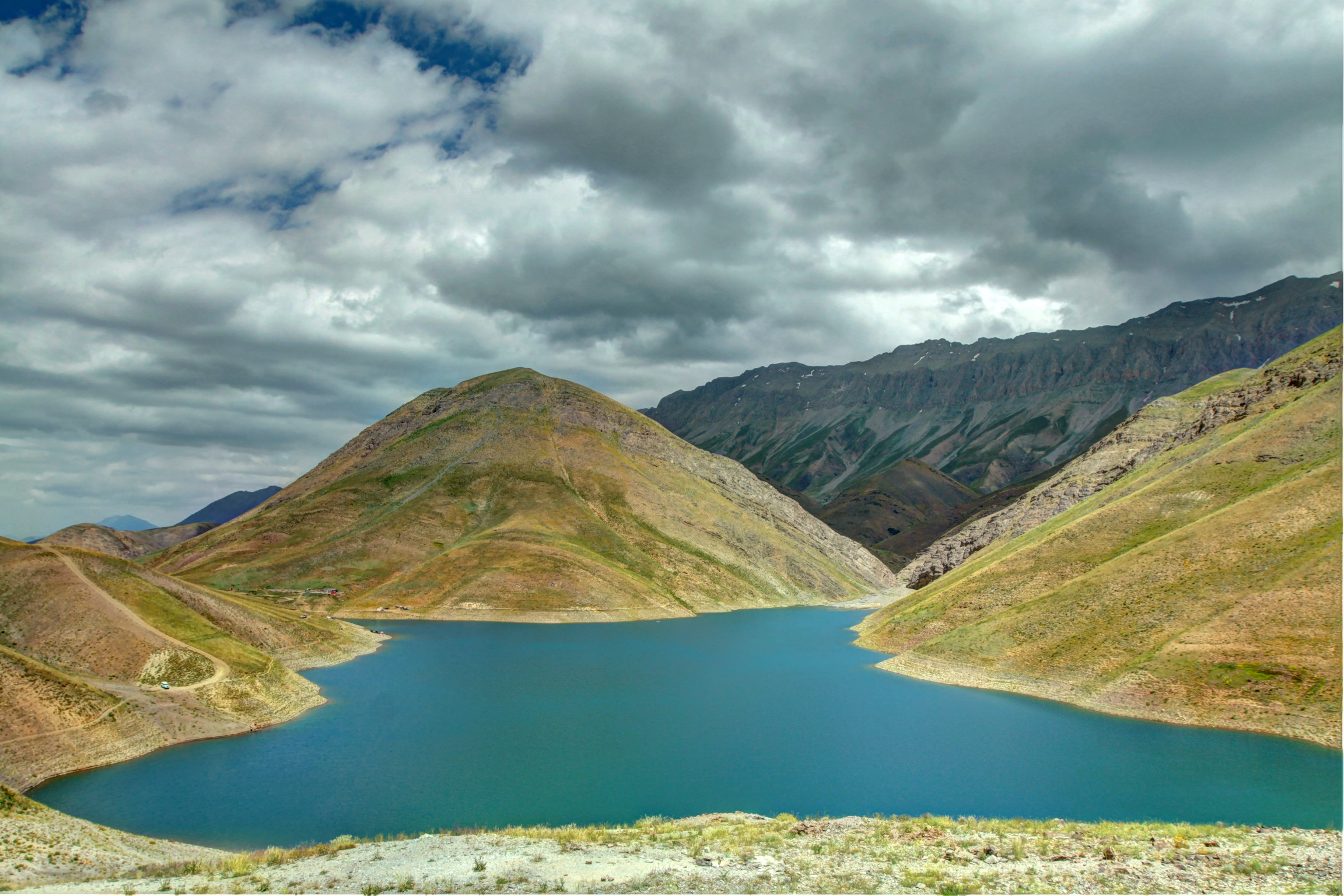
دریاچه تار
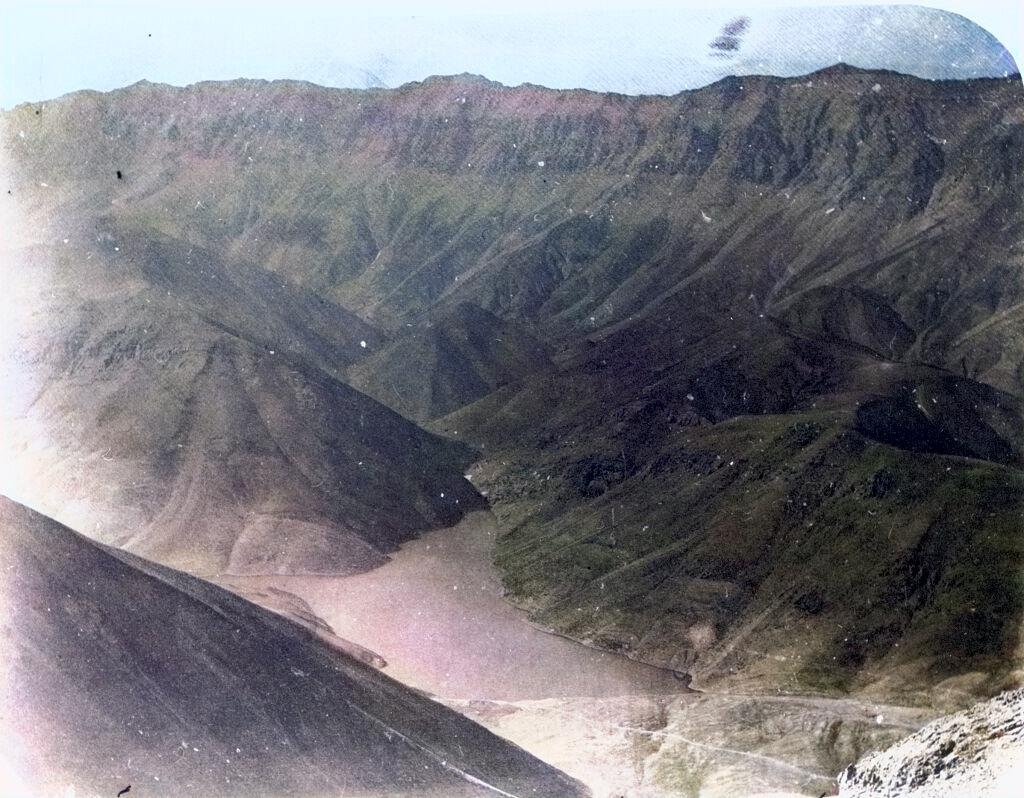
تصویر رنگی شده از دریاچه تار، تیر ۱۲۴۴ (بیش از ۱۵۰ سال پیش)
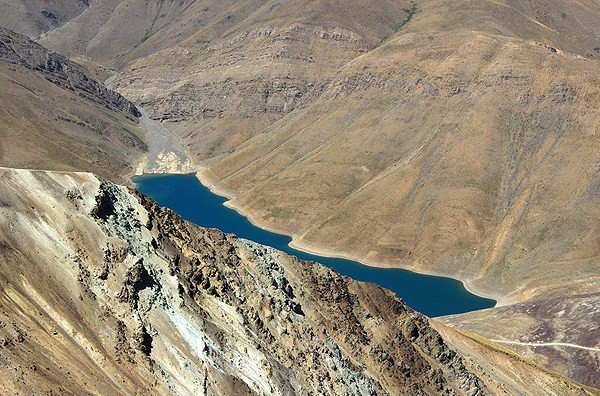
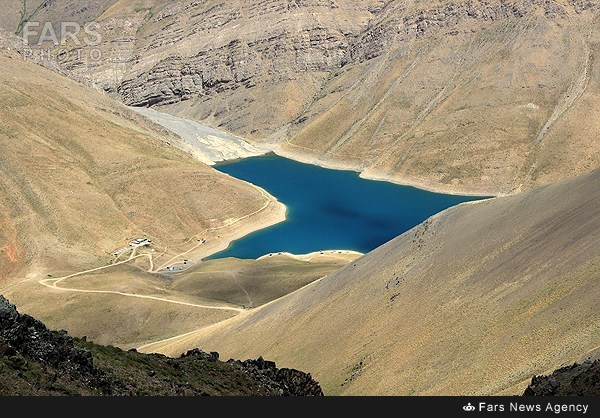
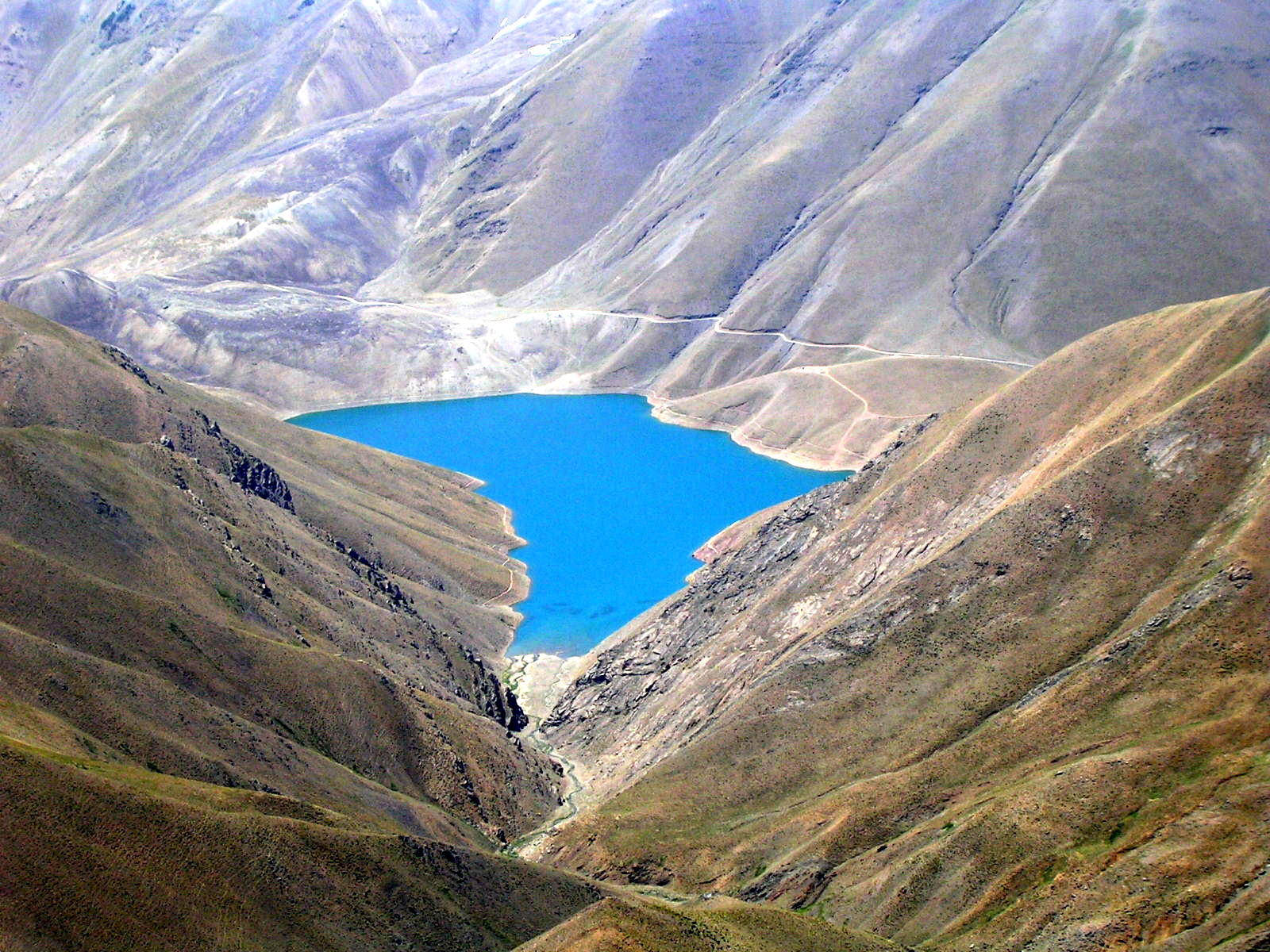
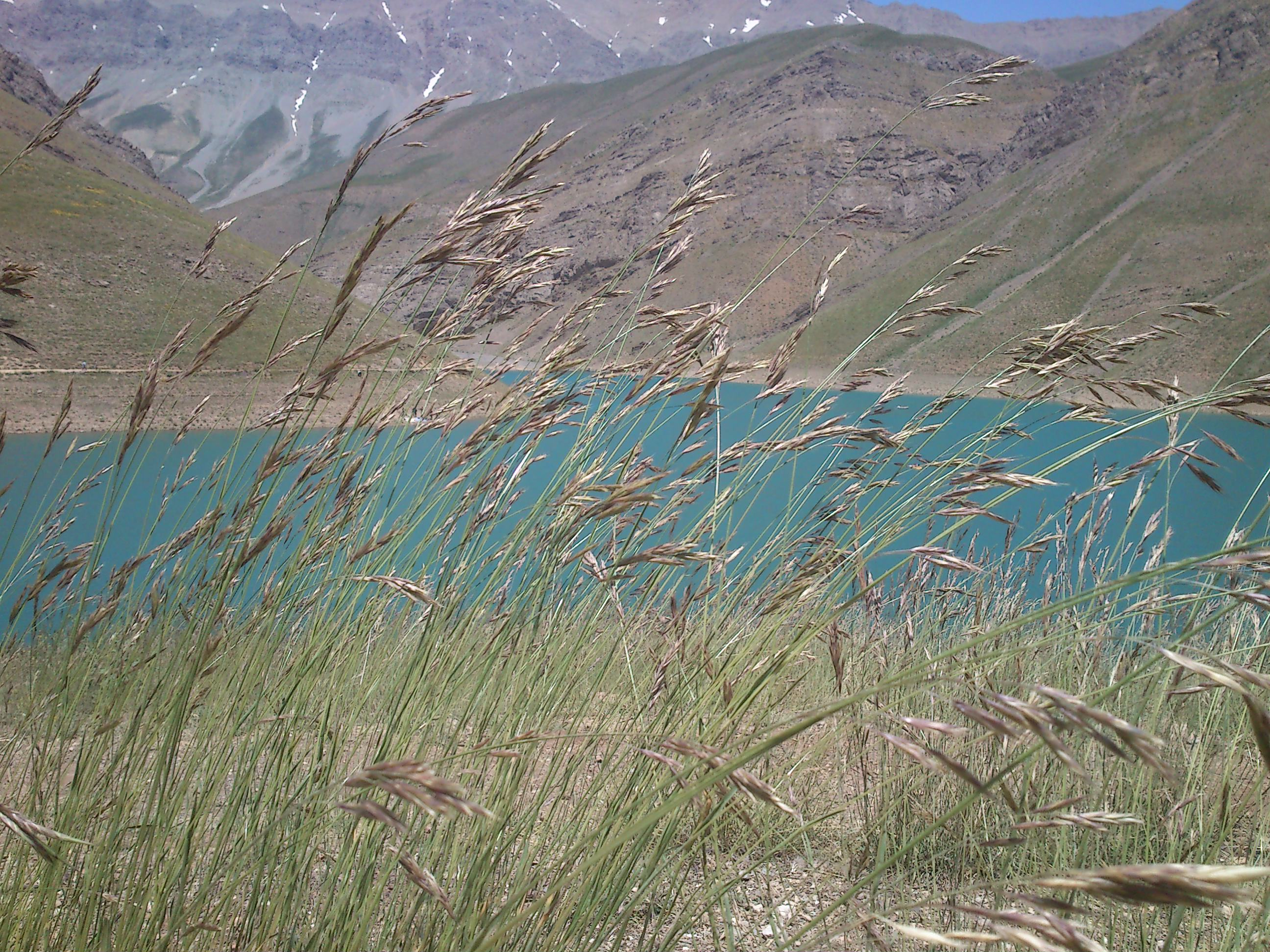
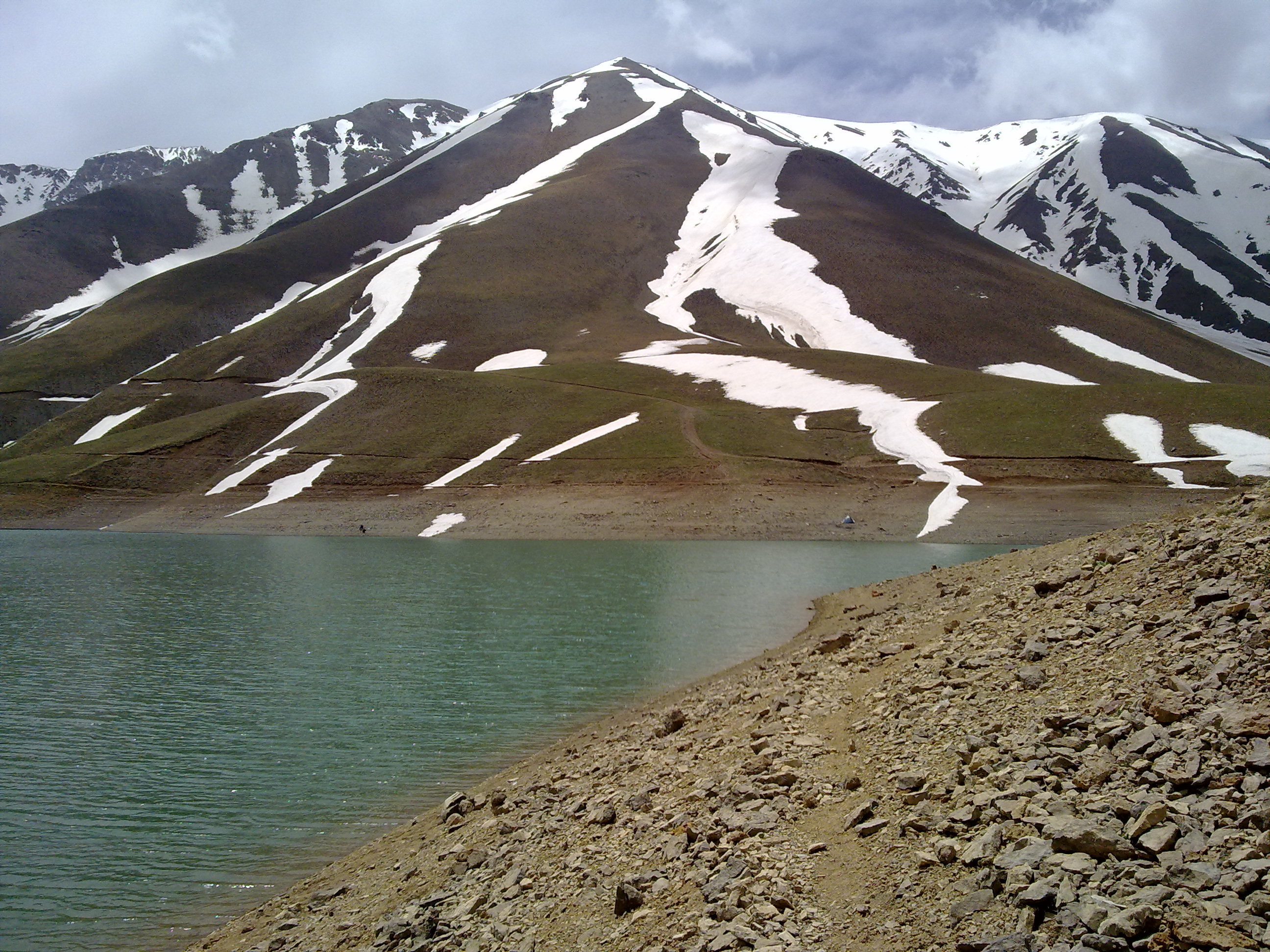